# Jan Guillou
 Ikke at forveksle med Jean Guillou.
Jan Oskar Sverre Lucien Henri Guillou (født 17. januar 1944 i Södertälje, Stockholms Län) er svensk journalist og forfatter.
Han er uden for hjemlandet mest kendt for bogserien om den svenske agent Carl Hamilton, der er filmatiseret og vist blandt andet på dansk og norsk TV. I tillæg til den har han skrevet den historiske middelaldertrilogi om tempelridderen Arn. Romanerne om Arn Magnusson og hans indvirkning på det svenske kongeriges historie har været på bestsellerlisterne i flere lande.
Hans årsindtægt på over 8 millioner svenske kroner i 2004 var efter Henning Mankell den største indtjening blandt svenske forfattere.
Guillou kom først i søgelyset som journalist i 1973, da han – sammen med kollegaen Peter Bratt – afslørede eksistensen af det svenske Informationsbyrån (IB), som udførte omfattende overvågning af venstreradikale svenskere gennem efterkrigstiden. Sagen blev kendt som IB-affären, og for sin rolle i afsløringen blev Guillou idømt en fængselsstraf for spionage.
Jan Guillou begyndte som journalist på det svenske dagblad FiB/Aktuelt i 1966 og bidrog med sine kritiske reportager til at få lukket sin gamle kostskole, Solbacka. Kostskolen optræder i hans roman Ondskaben fra 1981, som han bevidst ventede med at skrive, fordi den ikke skulle blive hans debutroman, trods et brændende ønske om at 'lukke Solbacka for altid'.
I slutningen af 1990'erne grundlagde Guillou det uafhængige bogforlag Piratförlaget sammen med Sigge Sigfridsson, Liza Marklund og hustruen Ann-Marie Skarp.
Guillou skriver regelmæssigt kommentarer i den svenske avis Aftonbladet og er en velkendt og omstridt deltager i samfundsdebatten i kraft af sine kontroversielle, venstreorienterede synspunkter og aggressive debatstil. Han har gennem årene stået frem med meget stærk kritik af samfunds- og medieudviklingen i Sverige og på den baggrund i hele Vesten. Blandt andet har han kritiseret krigen mod terror og forsvaret den palæstinensiske sag.
Efter at have erklæret, at serien om Carl Hamilton var afsluttet, har han de seneste år genoptaget serien med to nye bind. Først kom Madame Terror, der vender op og ned på situationen i Mellemøsten, og hvor Guillous ellers pensionerede helt Carl Hamilton pludselig kommer på banen igen. I 2008 kom Men ikke hvis det gælder din datter, hvor Mellemøsten og terrorisme atter er på dagsordenen, og hvor personer fra andre af Jan Guillous bøger væves ind i serien om Hamilton.

## Samfundskritik og kontroverser

### Kritik af Israel
Guillou har anklaget staten Israel for at føre en apartheidspolitik, som efter hans mening er sammenlignelig med den, der blev udøvet i Sydafrika, idet han udtrykte, at "forskellen på Israel og apartheidstaten Sydafrika er, at Israel henretter flere mennesker og holder flere indespærrede eller i militært omringede ghettozoner."
I sin tidlige bog: "Irak – det nye Arabien" (1977) betegnede Guillou Israel som "racistisk" og som en "europæisk krigerstat" og påstod, at den israelske exodus fra Irak ikke skyldtes arabiske pogromer, men i virkeligheden var følgevirkningen efter "israelske agenter, som blandt andet kastede bomber ind i moskeer i Baghdad." I et interview fra samme år i avisen Svenska Dagbladet erklærede han: "Jeg er optimist, jeg tror på, at Israel vil ophøre med at eksistere før Armageddon."

### Antiamerikanisme
Guillou har ligeledes fremført kritiske, og hvad nogle anser for antiamerikanske synspunkter. Eksempelvis nægtede han i en tv-debat umiddelbart efter 11. september-terrorangrebene i USA at deltage i en fælleseuropæisk 3-minutters stilhed til ære for ofrene, eftersom han mente, at "USA er den største massemorder i vor tid", og at "terrorangrebene var ikke et angreb på os, men udelukkende et angreb på amerikansk imperialisme".

### Jan Guillou om Irak
Efter et længere ophold i Irak skrev Guillou i 1977 bogen "Irak – det nye Arabien". Bogen afspejler en samtid, hvor Irak var inde i en moderniseringsproces, og hvor Saddam Hussein endnu ikke havde gennemført sit statskup i 1979. I denne bog præsenterede Guillou Irak i rosende vendinger og præsident Saddam Hussein som en populær og progressiv statsmand og partileder. Guillou mente dengang at Saddam værdsatte fred og demokrati, og at landet var på vej mod pressefrihed og økonomisk velstand.

### Angreb på Guillou
Jan Guillous modstandere anvender ligeledes en skarp og uforsonlig tone i deres omtale af ham. Et eksempel er et indlæg i Jyllands-Posten den 20. oktober 2006, hvor det ifølge Guillous referat i Aftonbladet fremførtes, at
"Mankell och Guillou är olidligt politiskt korrekta, för att inte säga gammelstalinistiska psykopater".
I "Ordets magt og afmagt" fortæller Jan Guillou om tiden i Irak, hvor han befandt sig med sin kæreste Marina efter 10 måneder som isolationsfængslet. Han befandt sig i Irak for at skrive en reportage om landet. Præsident Ahmed Hassan var en aldrende mand, og bag ham sad partiets vicepræsident Saddam Hussein. Dengang vurderede Jan Guillou, at "Saddam Hussein i høj grad i kraft af Iraks store ressourcer og økonomiske udvikling om nogle år vil fremstå som en af den arabiske verdens virkelig betydningsfulde ledere." I 1975 var det ifølge Guillou sandheden på daværende tidspunkt. Han nægter ikke, at han tog grusomt fejl af Saddam Hussein. Men Guillou skrev dette, inden Saddam Hussein kom til magten.

### Krimiserien om Carl Hamilton
- Coq Rouge (1986)
- Den demokratiske terrorist (1987)
- I nationens interesse (1989)
- Dine fjenders fjende (1989)
- Den agtværdige morder (1990)
- Øje for Øje (1991)
- Ingen mands land (1992)
- Den tabte sejr (1993)
- I Hendes Majestæts tjeneste (1994)
- En borger hævet over enhver mistanke (1995)
- Hamlon (1995)
- Madame Terror (2006)
- Men ikke hvis det gælder din datter  (2008)

### Historien om Arn
- Vejen til Jerusalem (1998)
- Tempelridderen (2000)
- Riget ved vejens ende (2000)
- Arven efter Arn (2001)

### Romanserien Det store århundrede
- Brobyggerne (2011)
- Dandy (2012)
- Mellem rødt og sort (2013)
- Ikke at ville se (2014)
- Blå stjerne (2015)
- Ægte amerikanske cowboybukser (2016)
- 1968 (2017)
- Dem der dræber drømme sover aldrig (2018)
- Den anden dødssynd (2019)
- Enden på historien (2020)

### Serien om Hamilton & Ponti
- Den der dræbte helvedes engle (2022)
- Bedrag bedragerne (2023)

### Andre
- Den store afsløring (1974)
- Irak – Det nye Arabien (1977)
- Ondskaben (1981)
- Gudernes Bjerg (1991)
- Om jagt og jægere (1997)
- Heksenes forsvarere (2002)
- Tyvenes Marked (2004)
- Kommentarer (2005)
- Fjenden i os selv (2007)
- Dine fjenders fjende (2008)

## Film
Flere af Hamilton-romanerne er filmatiseret. Hamilton fra 1998 er baseret på Ingen mands land og Den tabte sejr.
Ondskab er en filmatisering af Ondskaben og blev nomineret til en Oscar som Bedste Udenlandske Film i 2004.
Filmen Arn: Tempelridderen baseret på en af bøgerne i romanserien Vejen til Jerusalem om Arn Magnusson fik premiere i januar 2008. Det var det største filmprojekt i Norden nogensinde med et budget på 22 millioner euro.

## Priser og udmærkelser
- Stora Journalistpriset 1984
- Aftonbladets TV-pris 1984
- Bedste svenske kriminalroman 1988
- SKTF:s pris-årets författare 1998
- Årets bok-Månadens boks litterära pris 2000